# Badia d'Ikatan

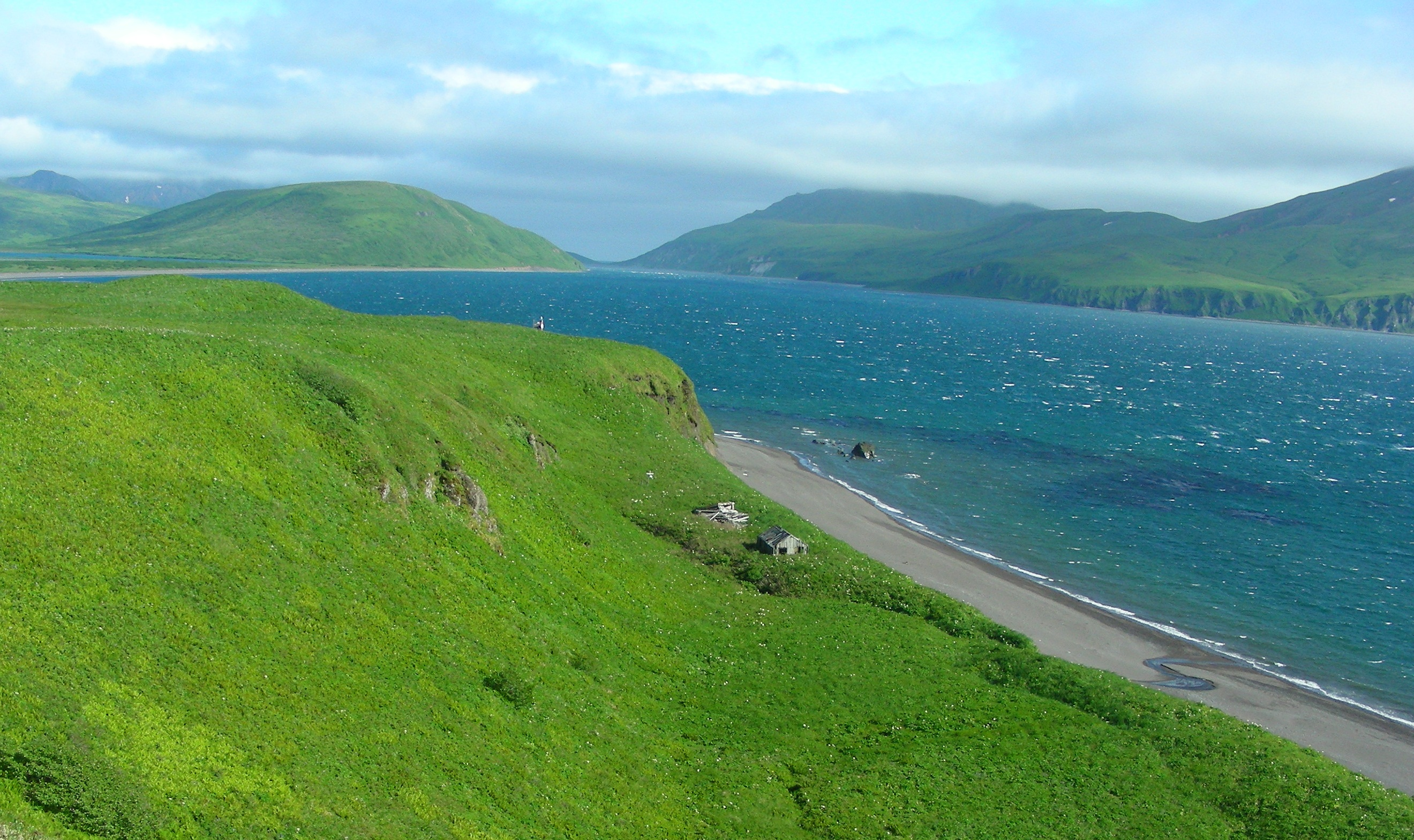
Ikatan Bay en primer pla, l'entrada de l'Estret d'Isanotski al fons, illa Unimak a l'esquerra, i la península d'Alaska a la dreta.

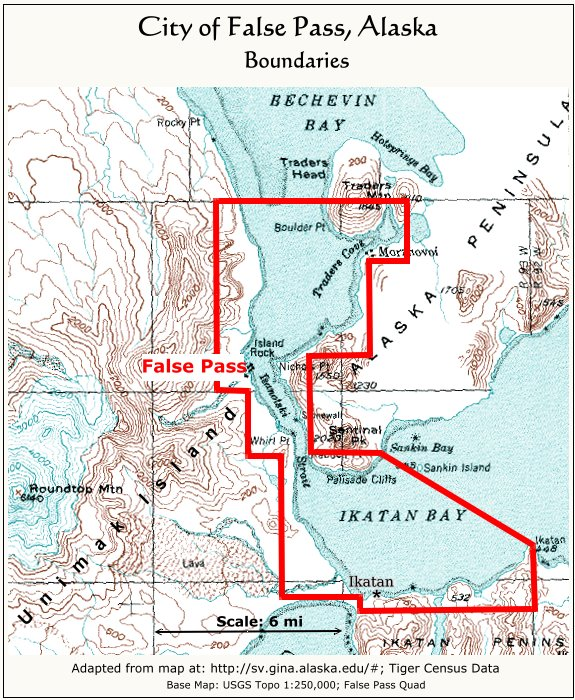
False Pass, Alaska és al nord-oest de la Badia d'Ikatan

Ikatan Bay és una via fluvial a l'estat nord-americà d'Alaska. La badia i l'estret d'Isanotski separen l'illa Unimak de la península d'Alaska. Han estat utilitzats per embarcacions lleugeres, destinades al servei del riu Yukon, per passar dels ports de Puget Sound a St. Michael.

## Descripció
Ikatan Bay, al costat nord de la península d'Ikatan, té una longitud d'aproximadament 3,75 quilòmetres i 5 quilòmetres de llargada en direcció sud-oest, i està lliure d'onades, excepte amb vents del nord cap a l'est. L'illa de Sankin, situada a 1,6 km del costat nord de la badia, és alta, amb una cimera arrodonida i herbosa; un escull s'estén des de l'illa cap al punt més proper de la península. La badia de Sankin es troba al nord-oest de l'illa de Sankin.
L'extrem sud-oest d'Ikatan Bay està separat d'Otter Cove per un istme de 20 a 30 peus d'alt; un riu entra a la badia d'Ikatan enmig d'aquesta terra baixa, i un escupir submergit, que cau bruscament a més de 20 braces de fondària, es desprèn de la seva boca. Acostant-se a la badia d'Ikatan des del sud-oest, l'únic perill conegut és Pankof Breaker, que es troba a poc més de 2 quilòmetres del punt sud-est a l'entrada d'East Anchor Cove. Hi ha un bon ancoratge al bosc al costat oest de Ikatan Point.
El punt sud a l'entrada de la badia d'unes 9 braces de fondària, amb el fons de sorra i fang, amb protecció dels vents del sud-est al sud-oest. El millor ancoratge a la badia d'Ikatan de tots els vents del sud està en el seu costat sud de la baixa divisió de càrrega al port de Dora. També hi ha un bon ancoratge al costat nord de la badia, a 2,25 quilòmetres a l'oest de l'illa de Sankin, amb 10 braces de fondària, fons de sorra, protegit dels vents del nord del país, però mal exposats als vents de l'est i del sud. L'estret d'Isanotski té la seva entrada al sud a l'extrem nord-oest de la badia d'Ikatan.
Traders Cove, al costat oriental de l'estret d'Isanotski a unes 7 milles per sobre de l'entrada de la badia d'Ikatan, és un bon refugi d'ancoratge. Morzhovoi, una missió i poble natal, es troba al costat sud. La pujada mitjana de la marea a Ikatan Bay és de 4,5 peus. A la estreta part meridional de l'estret d'Isanotski, els corrents de les marees tenen una velocitat de 7 a 9 milles o més, i es diu que pràcticament el corrent canvia de sentit al voltant de tres hores després de la marea alta (o baixa) a Ikatan Bay.